# Framing Hanley
Framing Hanley es una banda de rock alternativo originaria de Nashville, Tennessee, Estados Unidos, formada en 2005. Su primer álbum de estudio salió a la venta en agosto de 2007, titulado "The Moment". Éste contiene su canción más exitosa llamada «Hear Me Now», además de la versión de Lil Wayne de la canción «Lollipop». Su álbum más reciente es The Sum Of Who We Are. El seis de abril de 2015 Framing Hanley publicó un mensaje en su página oficial de Facebook en el cual daban a conocer a sus fanes que el grupo se separaría definitivamente. La razón principal de su separación fue que no disponían de tanto tiempo ni tanta atención hacia el grupo como hace años atrás. Si bien el grupo realizó su última gira, el FHarewell Tour, para despedirse de sus fanes antes de su disolución definitiva, la banda regresó en 2018 tras anunciarlo oficialmente a través de una publicación de Facebook.

## Formación y "The Moment" (2005-2009)
El cantante y compositor Kenneth Nixon, los guitarristas Tim y Brandon, el bajista Luke y el baterista Chris se unieron para formar Framing Hanley y rápidamente tuvo gran éxito en Nashville. Se formó en 2005, la banda subió sus demos en la página de MySpace. En noviembre de 2006 estos demos fueron descubiertos por Brett Hestla (ex-Creed), bajista y vocalista de Dark New Day. Hestla ayudó a los jóvenes mostrándole uno de sus demos a Jeff Hanson (Creed, Sevendust, Paramore) y su sello discográfico Silent Mayority Group. En una entrevista con HitQuarters Hanson dijo que enloqueció cuando escuchó la canción "Hear Me Now" y de inmediato decidió que quería firmar. Al día siguiente fue a ver a la banda tocar en Nashville y afirma que en su prisa por seguridad de las firmas de la banda que escribió hasta su acuerdo en una servilleta. Hanson se convirtió no sólo en su jefe de etiqueta, sino también en su mánager.

En junio de 2008, Tim dejó la banda debido a problemas de espalda recurrente y para llevar a cabo otras actividades en su vida. Fue reemplazado inmediatamente por un amigo de la banda, el guitarrista Ryan Belcher. Este fue originalmente un arreglo temporal, pero Ryan pronto se convirtió en un miembro permanente de la banda.

## "A Promise To Burn" (2009-2015)
A principios de noviembre de 2009, Framing Hanley entró al estudio para empezar a trabajar en el segundo disco, "A Promise To Burn." En una reciente entrevista con alternativeaddiction.com, el cantante Kenneth Nixon declaró que "El álbum cuenta una historia que muchos de nosotros hemos pasado, donde usted tiene que tener todo lo nuestro, antes de que pueda ser humilde y saber cómo es la suerte, es triste que sea así, pero es cierto en muchos casos de la gente. "Nixon dice que la banda tiene mucho que demostrar con el nuevo álbum, el más importante de la banda, es algo más  que la banda de rock que hizo un cover de Lil Wayne de la canción "Lollipop". "Tres años más tarde, cuando una canción que se recuerda por una canción de la cubierta, que poco deja un mal sabor en la boca", dijo Nixon. "Esa canción hizo un montón de cosas para nuestra banda, pero en realidad era algo que hacíamos por diversión. "Nixon dice que la banda se desanimó cuando la banda relanzó su sencillo debut" Hear Me Now "tras el éxito de" Lollipop "y vio muy poca respuesta.
Esto nos deja con algo que demostrar en este disco. No somos sólo una banda que hace covers de canciones, queremos demostrar que somos una banda que escribe canciones de rock que nos importa, y eso es lo que hicimos con este disco." En diciembre de 2009, la banda ganó el Mejor Modern Rock Band en el Top In Rock Awards. Su primer sencillo "You Stupid Girl" está disponible en iTunes y todos los minoristas digitales ahora. De acuerdo con su página de Twitter, "Back To Go Again" es el 1.er sencillo que se publicará en el Reino Unido en lugar de "You Stupid Girl". A Promise to Burn fue lanzado en iTunes y en todas las tiendas de música el 25 de mayo. La versión de lujo de iTunes contiene 2 bonus tracks, "Can Always Quit Tomorrow" y "Pretty Faces".

## Miembros
- Kenneth Nixon: Voz, piano, guitarra (2005–2015,  2018–presente)
- Ryan Belcher: Guitarra, Piano, Coros (2007–2015, 2018–presente)
- Brandon Wootten: Guitarra, Coros (2005–2015, 2018–presente)
- Chris Vest: Batería (2005–2015, 2018–presente)

## Antiguos miembros
- Tim Huskinson: Guitarra (2005–2007)
- Luke McDuffee: Bajo, coros (2005–2013)

## Álbumes

### Álbumes de estudio
| Año                                                 | Detalles del álbum | Posiciones | Posiciones | Posiciones |
| Año                                                 | Detalles del álbum | EUA        | EUA Ind.   | EUA Rock   |
| --------------------------------------------------- | --- | ---------- | ---------- | ---------- |
| 2007                                                | The Moment - Fecha de Lanzamiento: 15 de mayo de 2007 (en línea), 7 de agosto de 2007 (en tiendas) - Relanzamiento: 18 de noviembre de 2008 - Sello: Silent Majority - Formato: CD | 169        | 24         | —          |
| 2010                                                | A Promise to Burn - Fecha de Lanzamiento: 25 de mayo de 2010 - Sello: Silent Majority - Formato: CD (+DVD)                                                                         | 57         | 7          | 15         |
| 2014                                                | The Sum of Who We Are - Fecha de Lanzamiento: 29 de abril de 2014 - Sello: Imagen Records - Formato: CD, LP, descarga digital                                                      | 79         | 20         | 24         |
| 2020                                                | Envy - Fecha de Lanzamiento: 21 de febrero de 2020 - Sello: Thermal Entertainment - Formato: CD, descarga digital                                                                  | —          | —          | —          |
| "—" denota que los álbumes no entraron en la lista. | |            |            |            |

### Sencillos
| 2008                                                | "Lollipop"          | 82 | 22 | 27 | - EUA: Oro | The Moment            |
| 2009                                                | "Hear Me Now"       | —  | —  | —  |            | The Moment            |
| 2010                                                | "You Stupid Girl"   | —  | —  | —  |            | A Promise to Burn     |
| 2010                                                | "Back to Go Again"  | —  | —  | —  |            | A Promise to Burn     |
| 2011                                                | "WarZone"           | —  | —  | —  |            | A Promise to Burn     |
| 2014                                                | "Criminal"          | —  | —  | 22 |            | The Sum of Who We Are |
| 2023                                                | "Start a Fire"      | —  | —  | —  |            |                       |
| 2023                                                | "Say Less"          | —  | —  | —  |            |                       |
| 2024                                                | "Hear Me Now Redux" | —  | —  | —  |            |                       |
| 2025                                                | "Mean It"           | —  | —  | —  |            |                       |
| "—" denota que los álbumes no entraron en la lista. |                     |    |    |    |            |                       |

### Videografía
- "Lollipop" (2008)
- "Hear Me Now" (2009)
- "You Stupid Girl" (2010)
- "Back To Go Again" (2011)
- "Criminal" (2014)